# Polski Kontyngent Wojskowy w Zatoce Perskiej (1991)
Polski Kontyngent Wojskowy w składzie Wielonarodowych Sił w rejonie Zatoki Perskiej (PKW Zatoka Perska) lub Kontyngent Polski w składzie Wielonarodowych Sił w rejonie Zatoki Perskiej – wydzielony komponent Marynarki Wojennej i służby medycznej Sił Zbrojnych RP, przeznaczony do zabezpieczenia medycznego wojsk koalicyjnych podczas I wojny w Zatoce Perskiej w latach 1990–1991.

## Historia
2 sierpnia 1990 irackie dywizje pancerne i zmechanizowane zaatakowały i zajęły Kuwejt. Rada Bezpieczeństwa wezwała agresorów do wycofania się, a następnie w związku z brakiem odpowiedzi nałożyła sankcje i embarga. Władze saudyjskie obawiały się uderzenia wojsk Saddama Husajna i poprosiły społeczność międzynarodową na czele z USA i ONZ o pomoc w odparciu ewentualnej inwazji. Administracja George’a H.W. Busha szybko utworzyła koalicję antyiracką, której siły w październiku 1990 sięgnęły 220.000 żołnierzy z kilkudziesięciu państw.
Po rozmowach polsko-saudyjskich ustalono, że Polski Kontyngent Wojskowy (319 osób) będzie zabezpieczać siły koalicyjne podczas operacji Pustynna Tarcza, a po rezolucji Rady Bezpieczeństwa zezwalającej na zbrojne wyzwolenie Kuwejtu, także i kontruderzenia aliantów.
W styczniu i lutym 1991 całą ok. 100-osobową Polską Grupę Medyczną przetransportowano do Arabii Saudyjskiej. Następnie jej poszczególne zespoły zostały przydzielone do szpitali polowych rodzajów sił zbrojnych Królewskich Sił Zbrojnych Arabii Saudyjskiej. Tam wykonywali typowe zajęcia medyczne, szczególnie natężone po 17 stycznia, czyli rozpoczęciu ataku na Irak.
Okręty polskiej Marynarki Wojennej musiały przejść 3-miesięczne przygotowania. Na ORP „Wodnik” rozbudowano pomieszczenia szpitalne, usunięto uzbrojenie, zbudowano lądowisko dla śmigłowców i cały okręt został przemalowany na biało z czerwonym krzyżem na burcie. ORP „Piast” pozostał w szarym kamuflażu i otrzymał systemy przeciwlotnicze. Po miesięcznym rejsie zespół okrętów dopłynął do rejonu operacji, gdzie otrzymał zadanie patrolowania Zatoki Perskiej i w razie konieczności udzielenia pomocy poszkodowanym. Zaopatrywany był przez drobnicowce MS Władysławowo i MS Franciszek Zubrzycki oraz rorowiec MS Żerań.

### Kalendarium
- 22 listopada 1990 – Uchwała Rady Ministrów nr 182/90 o utworzeniu Polskiego Kontyngentu Wojskowego w składzie Wielonarodowych Sił w rejonie Zatoki Perskiej.
- 29 grudnia 1990 – wypłynięcie zespołu okrętów z Portu Wojennego na Oksywiu w kierunku Kanału Sueskiego.
- 6 stycznia 1991 – przylot dowódcy PKW, gen. bryg. Bernarda Woźnieckiego do Arabii Saudyjskiej w celu przeprowadzenia rekonesansu, później dołączyła do niego grupa przygotowawcza.
- 9 stycznia 1991 – przylot pierwszej grupy medyków do Arabii Saudyjskiej.
- 27 stycznia 1991 – dopłynięcie zespołu okrętów do saudyjskiego portu Al-Dżubajl.
- 28 stycznia 1991 – pierwszy alarm bombowy.
- 29 stycznia 1991 – rozpoczęcie działań operacyjnych przez polskie okręty.
- 16 lutego 1991 – 125m od ORP „Piast” uderzyła iracka rakieta Al-Husajn, załoga nie została poszkodowana (wcześniej ten okręt wykrył także minę morską).
- 27 marca 1991. – po wykonaniu 12 patroli i przejściu 2000 mil morskich polski zespół okrętów oficjalnie zakończył misję.
- 23 kwietnia 1991 – wypłynięcie OORP „Piast” i „Wodnik” z Al-Dżubajl.
- 20 maja 1991 – powrót okrętów do portu w Gdyni[4].

## Struktura organizacyjna
- Dowódca PKW – gen. bryg. Bernard Woźniecki (zastępca - ppłk Franciszek Gągor)
  - zespół okrętów – kmdr Zdzisław Żmuda
    - ORP „Wodnik” – kmdr Zdzisław Żmuda (okręt szpitalny)
    - ORP „Piast” – kmdr por. Ryszard Rzepkowski (okręt ratowniczy)

  - Polska Grupa Medyczna – płk dr Bogdan Sleboda
    - zespół medyczny płk. Wiesława Piechoty w szpitalu Królewskich Sił Powietrznych w Az-Zahran,
    - zespół medyczny płk. Bogdana Slebody w szpitalu Królewskich Wojsk Lądowych w Hafr al-Batin,
    - zespół medyczny płk. Władysława Króla w szpitalu Królewskiej Marynarki Wojennej w Al-Dżubajl.

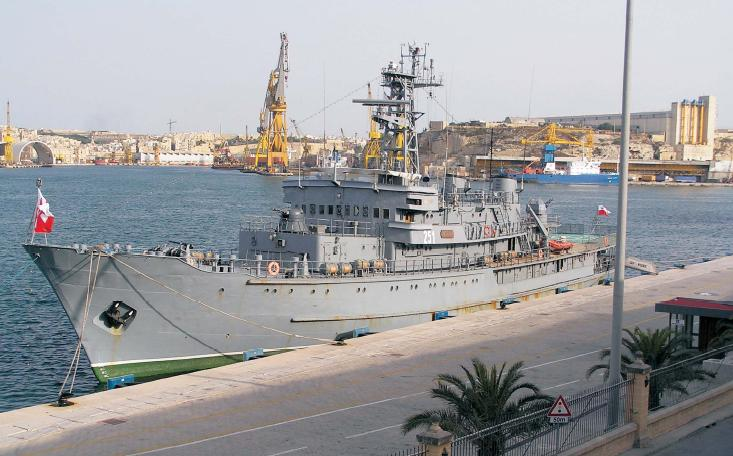
ORP „Wodnik”
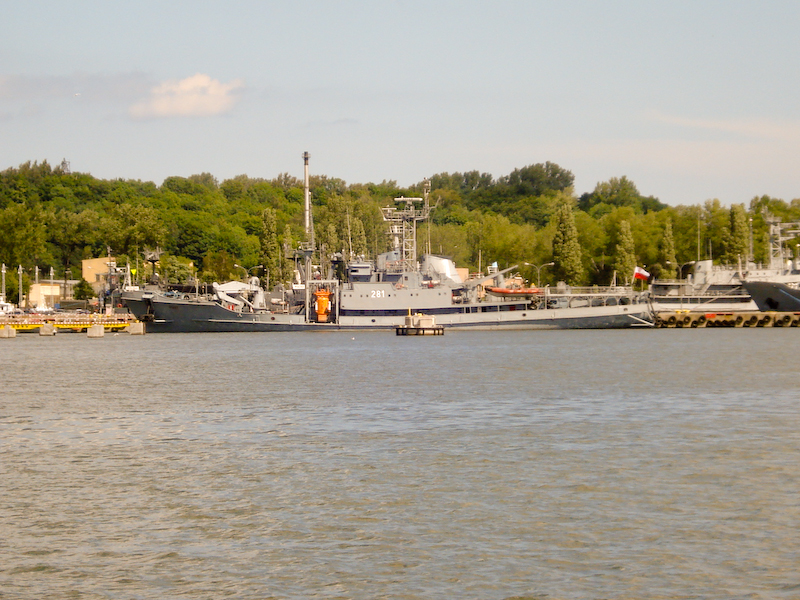
ORP „Piast”
Emblemat ORP „Wodnik” z operacji Pustynna Burza
Emblemat ORP „Piast” z operacji Pustynna Burza